# The Big One
The Big One, dokumentärfilm från 1997 av Michael Moore med Michael Moore.
När Michael Moore ska ut på pressturné för sin bok "Downsize This" reser han inte till de vanliga bokturnéplatserna, utan till de stora arbetarstäderna. Vad som möter honom är ett Amerika som fallit offer för nedskärningar och avskedanden.